# 反精神医学

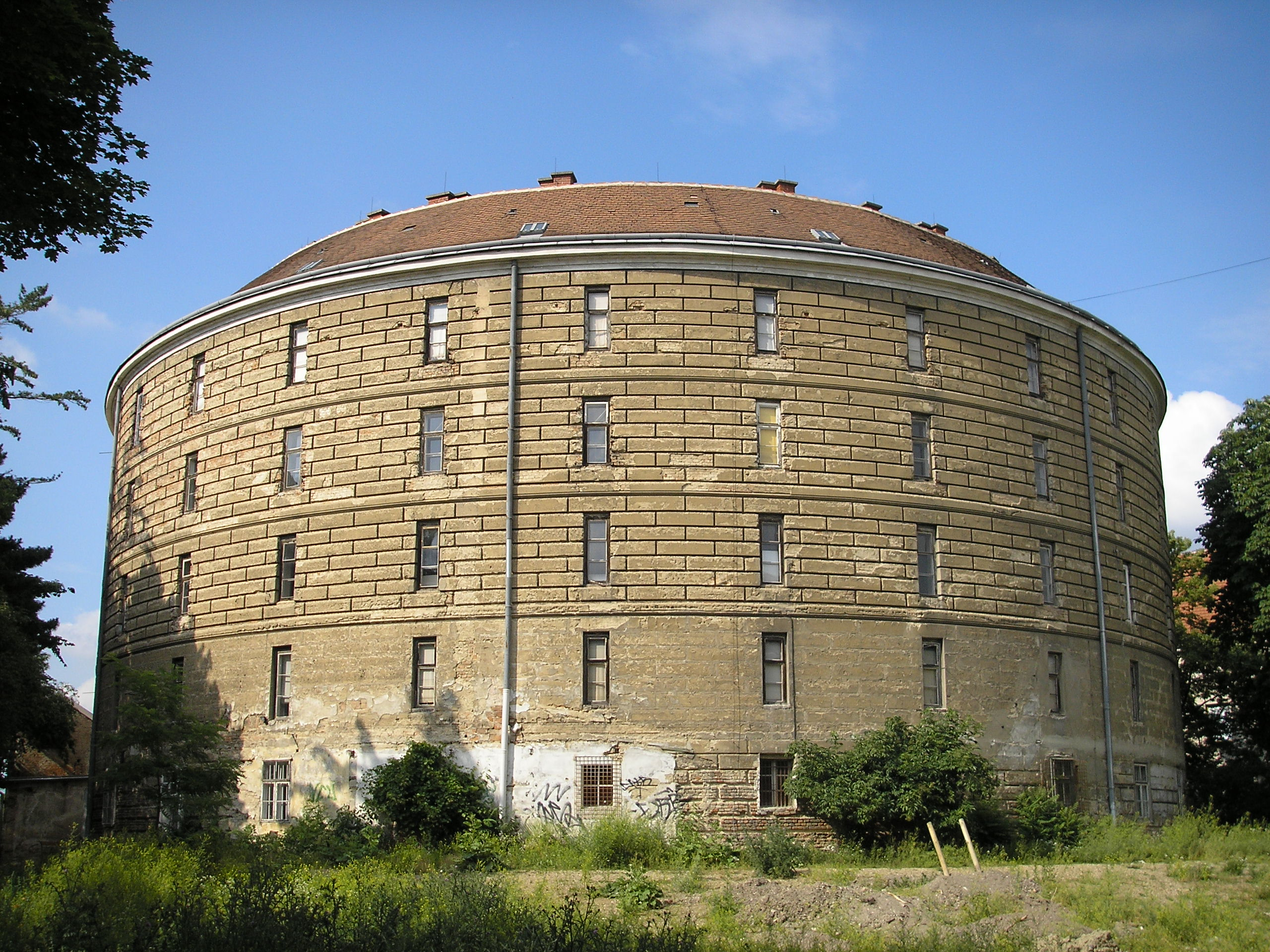
ドイツ語で「馬鹿者の塔」（fools' tower）と呼ぶウィーンの愚者の塔は、特に「精神病院」（madhouse）として設計された建物のうち最も早期のものの一つだった。建築されたのは1784年である。

反精神医学（はんせいしんいがく、英: anti-psychiatry）は、精神医学に反対する社会運動のことである。

## 概要
反精神医学は、精神医学による治療の有害性を指摘する。精神療法や向精神薬の服用は、患者の健康問題だけでなく、社会的・政治的問題もはらんでおり、何人かは精神病の精神医学的概念そのものを否定する。なぜなら、精神医学は医者と患者の間に不等な権力関係を生み、主観的な診断に頼っているため、非自発入院など圧制のための道具となる恐れがあるからである。
始まりの非中心的な運動は20年間続いた。1960年代、抑圧的で管理的な精神医学的実践の最も基礎である精神分析と精神医学に多くの問題が存在した。トーマス・スザッツ（英: Thomas Szasz）、ジョルジョ・アントヌッチ（英: Giorgio Antonucci）、ロナルド・D・レイン、フランコ・バザリア、セオドア・リッツ、シルバーノ・アリエッティ（英:   Silvano Arieti）、デヴィッド・クーパーを含む精神医たちはこの議論に巻き込まれた。他、L・ロン・ハバード、ミシェル・フーコー、ジル・ドゥルーズ、フェリックス・ガタリ、アーヴィング・ゴッフマンも含まれる。クーパーは1971年に反精神医学という用語を造語した。トーマス・スザッツは『The Myth of Mental Illness』（1961）という本の中で神話としての精神病の定義を導入した。ジョルジョ・アントヌッチは『I pregiudizi e la conoscenza critica alla psichiatria』（1986）という本の中で偏見としての精神医学の定義を導入した。
1970年代以来、医薬品（特にSSRIおよびSNRI）ならびに心理療法が広く普及し、効果的になるにつれて反精神医学運動は衰退したが、処理を与える者その受容者との間の関係の見地から、精神医学と心理学の領域の内外での思考に運動は影響を持ち続けている。

## 批判
反精神医学による批判は以下のとおり。
- 精神医学は社会的逸脱にある種の精神病というラベルを付与する社会統制（social control）の一形態である。
- 診断上のカテゴリーが表現しているのは、中立的な科学ではなく支配的な一群の価値であり、こうした診断上のラベルが使用されることによって、精神的に病める人々に烙印が押される（stigmatize）。
- 狂気がアサイラム（英:   asylum）の必要性を産み出すのではなく、アサイラムが狂人の必要性を産み出す。
- 異常とみなされた人々の強制入院は基本的人権の侵害である。
- 精神医学が利用する精神外科（ロボトミー手術）、電気けいれん療法 （ECT）のような治療上の処置は、人間の尊厳を傷つけるものであり、その効果も不確かなものである。

### 欧米の反精神医学
反精神医学運動は、伝統的な形態に取って代わる一連のアプローチと処置を提示した。その根本的提案は、既存のアサイラムと精神病棟を閉鎖して、地域医療（community medicine）を選好することであった。この運動にはアメリカのトーマス・サス（T.Szasz, 1971）、フランスのミシェル・フーコー（M.Foucault, 1961）、イギリスのロナルド・D・レイン（R.D.Laing, 1959）などが参画している。アサイラムが全制的施設・全面的収容施設（totalinstitution）であるとするアーヴィング・ゴッフマン（E.Goffman, 1961b）の批判は、社会学の領域で影響力をもった。
1960年代以降は精神病棟からの退出が進み、外来診療の利用が増大した。そのため、現代では精神医学に対する批判はそれほど強いものではない。この脱施設化（de-institutionalization）あるいは脱監禁化（decarceration）が可能となったのは、一つには精神科の薬（向精神薬）が改良されたからである。しかし、精神医学への批判者は、この政策がもたらされたのは入院加療費の増大による社会保障上の理由である、と主張する。

### 日本の反精神医学
日本においては、1964年のライシャワー事件を契機に、精神衛生法（現：精神保健福祉法）で強制入院に関する条項が強化されると、これを精神病患者に対する予防拘禁であるとして「保安処分反対闘争」が展開された。
1970年代には、臺弘がロボトミーで行った人体実験「臺実験」が日本精神神経学会で告発されたことを受け、東京大学医学部附属病院精神病棟で赤レンガ闘争が起こる。大学紛争から学会紛争に発展し、新左翼運動と結びついた障害者解放闘争（反差別闘争）の一環として反精神医学運動が高揚した。しかし、解放どころか患者死亡事件が発生したことも明らかになった。ただし、死因は不明。
その中、学会においては統合失調症（当時は「精神分裂病」と呼ばれていた）の研究までがタブーという空気が流れ、1964年に設立された「日本精神病理・精神療法学会」は1969年大会を最後に消滅していたが、ワークショップ『分裂病の精神病理』などを通じて研究が続けられ、1988年に日本精神病理学会として復活している。
1970年代から1980年代にかけては、1974年に発足した全国「精神病」者集団をはじめ、精神科医の笠陽一郎が関わる「精神病」者グループごかいなど、反精神医学的な立場を取る精神障害者患者会も結成されている。
1970年、大熊一夫がアルコール依存症を装い潜入入院して取材した『ルポ・精神病棟』を朝日新聞に連載、世間の目から閉ざされていた精神病院の実態を告発した。この連載は1973年に書籍化されロングセラーとなった。1984年には栃木県の報徳会宇都宮病院で宇都宮病院事件が発覚し、精神病院での入院患者虐待死という衝撃的な事件は、日本国内のみならず海外のマスメディアでも報道された。1990年代に入ると処方薬に関する情報が広まったことにより、精神科における多剤大量処方の問題も報道されるようになった。
2000年代以降は、学生運動や労働運動の退潮と共に左翼思想と結びついた反精神医学運動は低調化したものの、左翼運動とは無関係に反精神医学的な思想は続いており、中には新興宗教やスピリチュアリズムなどと結びついたものもある（前述のとおり、アメリカでは元々そうした流れがあった）。現在でも内海聡など反精神医学的な立場を取る医師もあり（ただし、内海聡は内科医であり精神科医ではない）、反精神医学的な内容の書籍や雑誌記事も多数出版されている。また、インターネットの普及により、反精神医学的な主張のウェブサイトも出現するようになった。

### 人物
欧米
- デビッド・クーパー - 反精神医学の主導者の一人
- ロナルド・D・レイン - 精神科医、精神分析家。反精神医学の主導者の一人
- フランコ・バザリア - 精神科医。イタリアで精神病院を廃絶した
- ミシェル・フーコー - 「狂気」の再評価を行った
- ドゥルーズ/ガタリ -『アンチ・オイディプス』を著した
- ジャック・ラカン
- フェルナン・ウリ、ジャン・ウリ兄弟
- フランソワ・トスケル
- アーヴィング・ゴッフマン - アメリカの社会学者

日本
- 石川清 - 精神科医。臺実験を告発した
- 森山公夫 - 精神科医。赤レンガ闘争に参加（この運動は当初は患者を病棟からの解放が目的であったが後に患者死亡事件が発生）
- 大熊一夫 - ジャーナリスト。朝日新聞記者時代に『ルポ・精神病棟』を執筆
- 笠陽一郎 - 精神科医。内海聡と共闘していたが後に対立
- 内海聡 - 内科医。2000年代以降の日本における反精神医学の代表的な一人

### 事項
- 精神医学
- 精神科
- メンタルヘルス#精神保健政策
- 社会的入院
- 閉鎖病棟
- 隔離
- 精神科の薬
- 向精神薬
- 多剤大量処方
- 医療社会学#健康と病気の社会学
- 電気けいれん療法
- 優生思想
- ステレオタイプ
- 差別
- 偏見